# Parlez-moi d'amour (film, 1992)
Pour les articles homonymes, voir Parlez-moi d'amour.
Pour plus de détails, voir Fiche technique et Distribution.
Parlez-moi d'amour (Life After Sex) est un film romantique américano-canadien réalisé par Serge Rodnunsky (en), sorti en 1992.

## Synopsis
Steven recherche avant tout un bon travail, du sexe et aucun sentiment. Shannon cherche la même chose, mais désire s'engager. Leur première rencontre sera sexuelle. Mais la seconde ?...

## Distribution
- Serge Rodnunsky (en) : Steven
- Lane Lenhart : Shannon
- Maggie Mabie : Christine
- Kathleen Beller :
- Tommy Chong :

## Fiche technique
- Titre français : Parlez-moi d'amour
- Titre original : Life After Sex
- Réalisation : Serge Rodnunsky (en)
- Scénario : Serge Rodnunsky (en)
- Producteur : Serge Rodnunsky (en)
- Photographie : Maximo Munzi
- Société de production : Rojak Films
- Pays d'origine :  États-Unis,  Canada
- Langue : anglais
- Durée : minutes
- Sortie : 1992